# Eucyclops brevifurcatus
Eucyclops brevifurcatus is een eenoogkreeftjessoort uit de familie van de Cyclopidae. De wetenschappelijke naam van de soort is voor het eerst geldig gepubliceerd in 1925 door Grandori.